# 雀杜父鱼属
雀杜父鱼属（学名：Alcichthys ）为杜父鱼科的一个属。

## 下属物种
本属包括以下物种：
- 長體雀杜父魚 Alcichthys elongatus (Steindachner, 1881)